# Antunes de Oliveira
Alberico Antunes de Oliveira, ou apenas Antunes de Oliveira, (Santa Maria da Vitória, 13 de novembro de 1911 – Manaus, 11 de julho de 1988) foi um advogado, professor, jornalista, filósofo, teólogo e político brasileiro, outrora deputado federal pelo Amazonas.

## Dados biográficos
Filho de Segifredo Antunes de Oliveira e Júlia Antunes de Oliveira.  Após morar em Salvador e São Paulo, foi para o Rio de Janeiro onde formou-se em Filosofia na Universidade Federal do Rio de Janeiro. Aluno da Faculdade Teológica do Seminário Batista do Sul do Brasil, do Instituto Brasileiro de Reflexologia e da Fundação Getulio Vargas, frequentou ainda a Sociedade Brasileira de Genética, a Federação Brasileira de Homeopatia e o Instituto Hahnemanniano. Professor do Colégio Estadual do Amazonas, presidiu a Fundação Amazônia e a Campanha Nacional de Educandários Gratuitos.
Eleito deputado federal pelo PTB em 1954, ficou na suplência em 1950, 1958 e 1962. Filiou-se à ARENA após o Regime Militar de 1964 e a seguir ao MDB, onde foi candidato a suplente de senador na chapa de João Veiga em 1966, sem conseguir a vitória. Reeleito deputado federal em 1974 e de novo suplente em 1978, migrou para o PDS em 1980 a convite do ministro da Justiça, Ibrahim Abi-Ackel, embora tenha abandonado a vida pública.